# Nanton (Canada)
Nanton is een plaats (town) in de Canadese provincie Alberta en telt 2055 inwoners (2006).

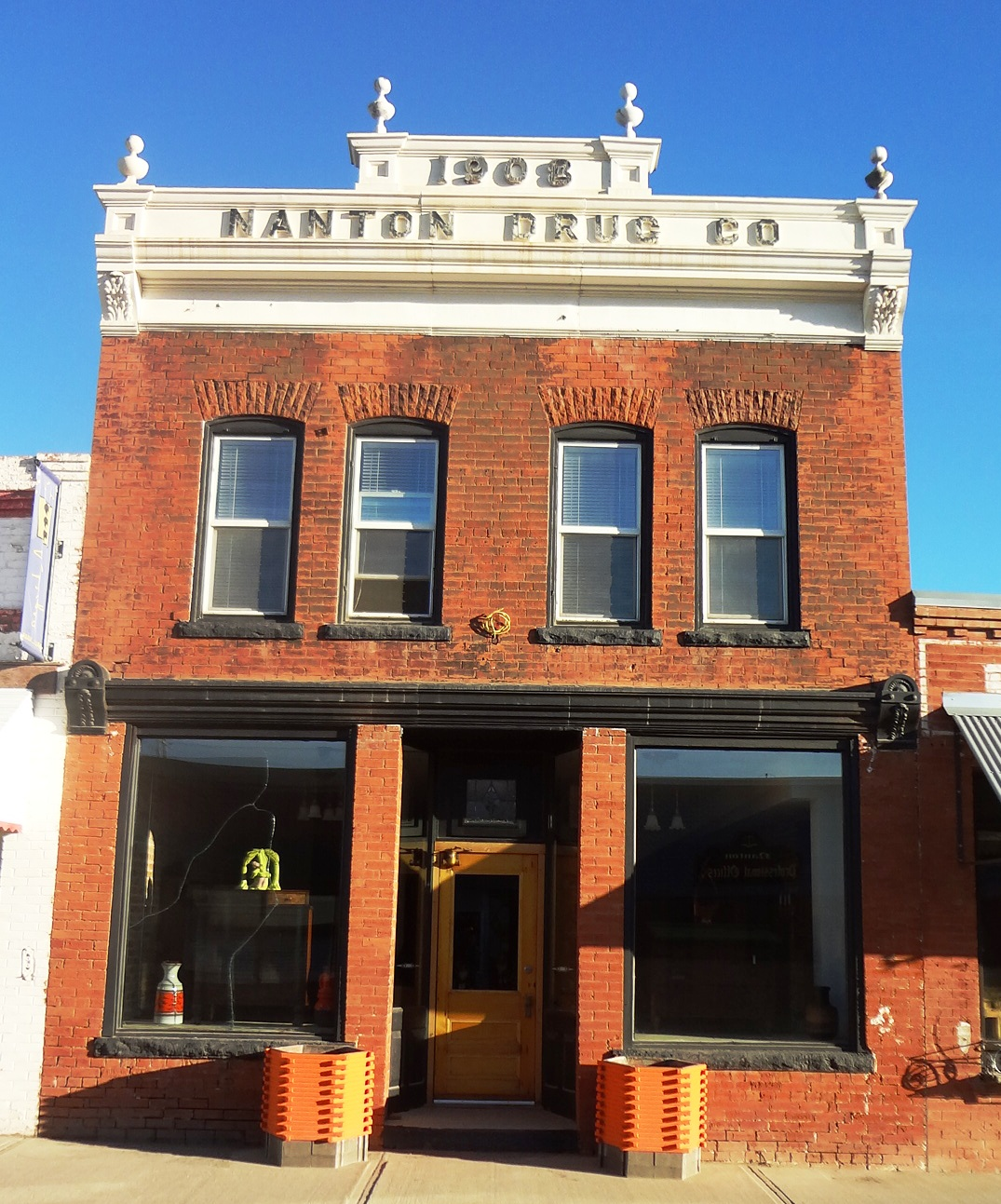
Naton Drug Co. Building
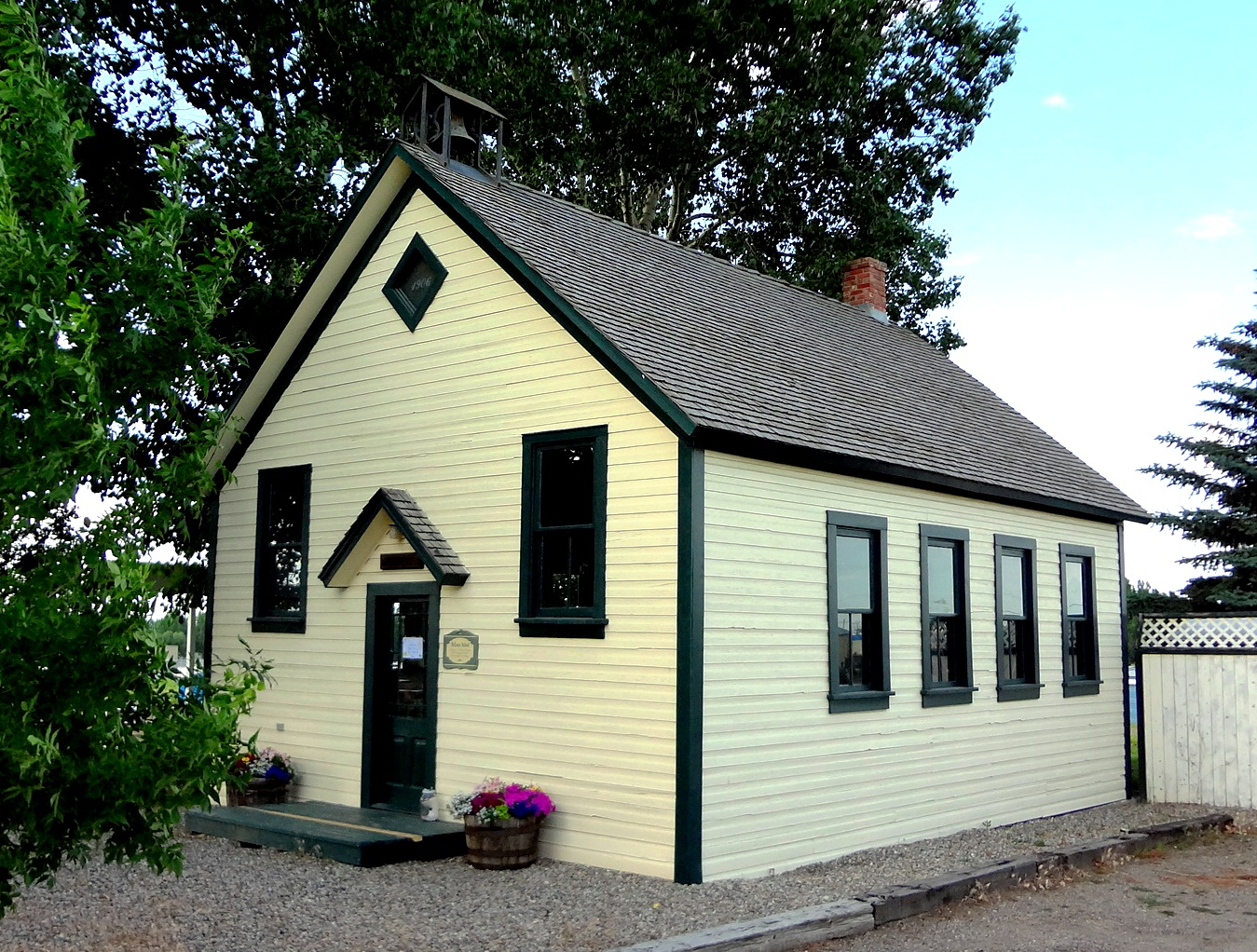
MacEwanschool in Nanton
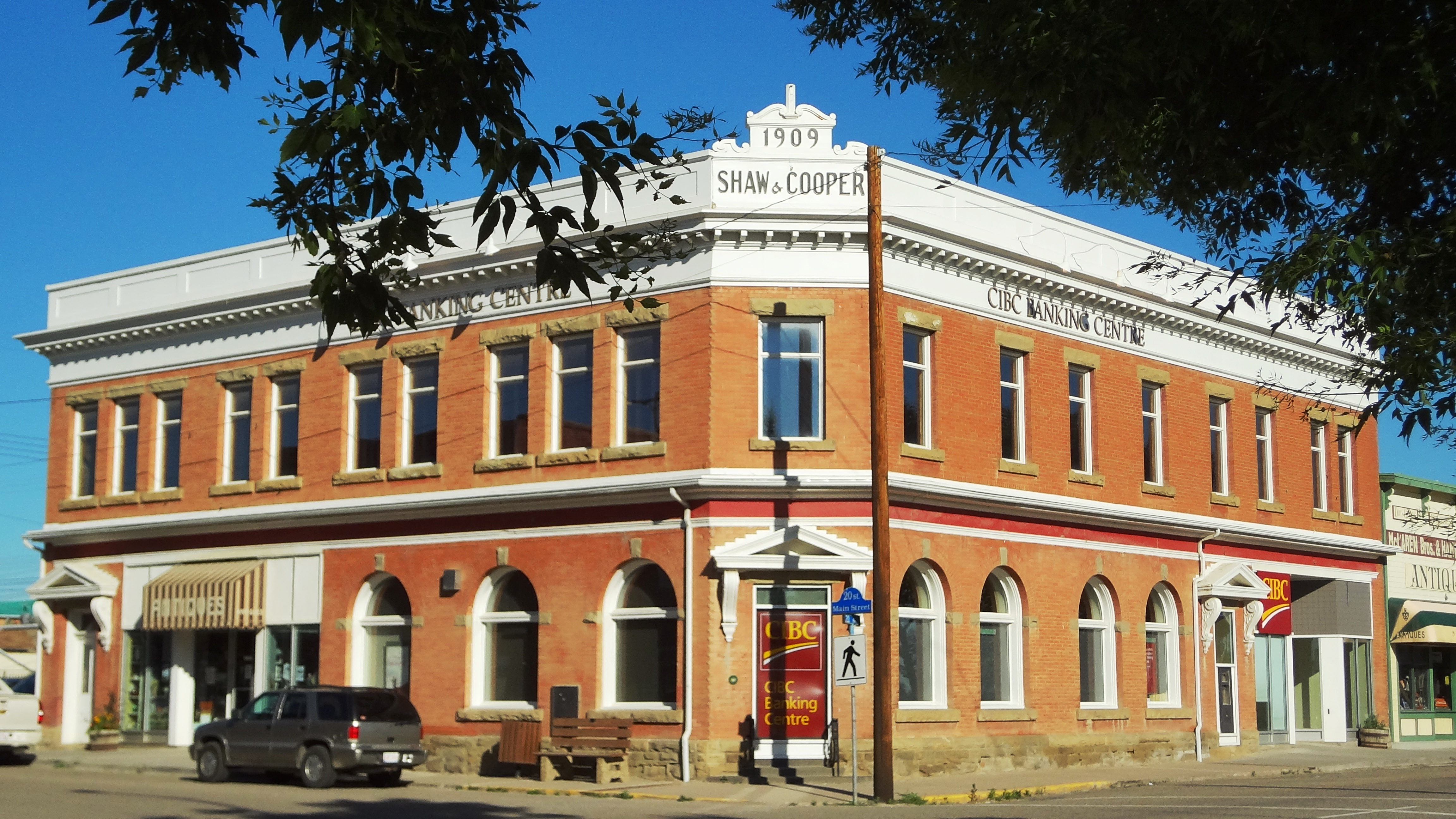
Shaw & Cooperbuilding aan de hoofdstraat door Nanton